# AliOS
AliOS (ранее известная как Yun OS кит. трад. 雲OS, упр. 云OS, буквально: «Облачная ОС» и Aliyun OS кит. трад. 阿里雲, упр. 阿里云, пиньинь ālǐyún) — мобильная операционная система, основанная на Linux и разработанная для смартфонов. Она разрабатывается AliCloud, филиалом китайской компании Alibaba Group. Aliyun был выпущен на китайском рынке 28 июля 2011 года. Первым устройством на его основе было K-Touch W700[что?].

## Обзор
Aliyun построена на идее внедрения облачной функциональности в мобильные устройства. По данным компании, Aliyun будет включать электронную почту на облаке, веб-поиск, обновления погоды и средства навигации GPS. Кроме того, сервисы Aliyun синхронизуют и хранят данные вызовов, текстовых сообщений и фотографий в облаке для доступа через другие устройства, включая персональные компьютеры. Alibaba говорит, что будет предлагать клиентам 100 Гб памяти на старте. 
Aliyun позволит пользователям получать доступ к приложениям через Интернет, вместо того чтобы скачивать приложения на свои устройства.
Согласно Google, Aliyun — это форк Android, но не совместимая версия операционной системы с открытым исходным кодом. Таким образом, компания пытается препятствовать Acer Inc. выпуску телефона на платформе Aliyun, утверждая, что Acer, член Open Handset Alliance, решила не выпускать телефоны под управлением несовместимых версий Android. Alibaba оспаривает утверждение, что Aliyun является одной из версий Android; однако магазин приложений Aliyun содержит программы Android (включая пиратские приложения Google).

## Интересные факты
- Потребовалось три года для AliCloud, включая 1600 инженеров для разработки этой ОС.
- Компания бросает вызов доминирующей Android в Китае и также рассматривает выход на западные рынки[6].
- По состоянию на май 2012 года, было продано 1 000 000 смартфонов на базе Aliyun[7].
- После ребрендинга[когда?] операционная система получила название Amos (Alibaba Mobile Operating System)[8].